# مایک کلوگه
مایک کلوگه (انگلیسی: Mike Kluge؛ زادهٔ ۲۵ سپتامبر ۱۹۶۲) دوچرخه‌سوار اهل آلمان است.